# Artur Noga
Artur Noga (* 2. Mai 1988 in Racibórz) ist ein polnischer Leichtathlet, der sich auf den 110-Meter-Hürdenlauf spezialisiert hat.

## Sportliche Laufbahn
Erste internationale Erfahrungen sammelte Artur Noga im Jahr 2005, als er bei den Jugendweltmeisterschaften in Marrakesch bis in das Halbfinale gelangte, dort aber nicht mehr an den Start ging. Im Jahr darauf siegte er bei den Juniorenweltmeisterschaften in Peking in 13,23 s über die U20-Hürden und stellte damit einen neuen Meisterschaftsrekord auf. 2007 siegte er dann auch bei den Junioreneuropameisterschaften in Hengelo in 13,36 s und stellte auch damit einen neuen Meisterschaftsrekord auf. 2008 sollte er erstmals bei den Leichtathletik-Hallenweltmeisterschaften in Valencia im Aufgebot der polnischen Nationalmannschaft stehen, dies wurde jedoch durch eine Verletzung verhindert. Im August des gleichen Jahres nahm er an den Olympischen Sommerspielen in Peking teil und erreichte dort das Finale, in dem er sich in 13,36 s auf dem fünften Platz klassierte. Anschließend wurde er bei Weltklasse Zürich in 13,37 s Dritter.
2009 siegte er in 13,47 s bei den U23-Europameisterschaften in Kaunas und wurde kurz zuvor in 13,46 s Dritter bei den Bislett Games in Oslo. Im August erreichte er bei den Weltmeisterschaften in Berlin das Halbfinale und schied dort mit 13,43 s aus. Ein Jahr später wurde er dann bei den Europameisterschaften in Barcelona in 13,44 s Fünfter. Nachdem er 2011 verletzungsbedingt kaum Wettkämpfe bestreiten konnte, erreichte er im darauffolgenden Jahr bei den Hallenweltmeisterschaften in Istanbul das Finale über 60 m Hürden und belegte dort in 7,74 s den achten Platz. Anfang Juli gewann er dann bei den Europameisterschaften in Helsinki in neuer Landesrekordzeit von 13,27 s die Bronzemedaille hinter dem Russen Sergei Schubenkow und Garfield Darien aus Frankreich. Daraufhin nahm er erneut an den Olympischen Spielen in London teil, jedoch war für ihn bereits vor der ersten Hürde Endstation, als er verletzungsbedingt aufgeben musste.
2013 gelangte er bei den Weltmeisterschaften in Moskau bis in das Halbfinale und schied dort mit 13,35 s aus. Anschließend siegte er beim Kamila Skolimowska Memorial und verbesserte dort seinen eigenen Landesrekord um eine Hundertstelsekunde auf 13,26 s. Im Jahr darauf wurde er bei den Europameisterschaften in Zürich in 14,25 s Sechster und 2015 schied er bei den Weltmeisterschaften in Peking mit 13,37 s im Halbfinale aus, ehe er bei den Militärweltspielen im südkoreanischen Mungyeong in 13,79 s die Silbermedaille hinter dem Russen Schubenkow. In den folgenden beiden Jahren nahm er an keinen internationalen Events mehr teil und erreichte erst 2018 bei den Europameisterschaften in Berlin das Halbfinale, in dem er mit 13,66 s ausschied. 2019 erreichte er bei den Europaspielen in Minsk nach 13,91 s Rang neun und im Oktober belegte er bei den Militärweltspielen in Wuhan in 13,78 s den fünften Platz. 2021 gelangte er dann bei den Halleneuropameisterschaften in Toruń das Halbfinale über 60 m Hürden und schied dort mit 7,76 s aus.
In den Jahren 2008 und 2010 sowie von 2012 bis 2015 wurde Noga polnischer Meister im 110-Meter-Hürdenlauf. Zudem wurde er 2008, 2010, 2012 und 2016 Hallenmeister über 60 m Hürden.

## Persönliche Bestzeiten
- 110 m Hürden: 13,26 s (+0,2 m/s), 25. August 2013 in Warschau (polnischer Rekord)
  - 60 m Hürden (Halle): 7,64 s, 10. Februar 2008 in Warschau